# Attacchi terroristici nel sud di Israele nel 2011
Gli attacchi terroristici nel sud di Israele nel 2011 si sono verificati il 18 agosto 2011 con una serie di attacchi transfrontalieri paralleli con copertura reciproca venne effettuata contro il sud di Israele sull'autostrada 12, vicino al confine egiziano, da una squadra di, presumibilmente, 12 militanti, divisi in 4 gruppi. I 5 morti innescarono una crisi diplomatica tra Egitto e Israele e portarono a proteste di massa davanti all'ambasciata israeliana al Cairo. Secondo i media, l'Egitto minacciò di ritirare il suo ambasciatore in Israele, ma in seguito il ministro degli esteri egiziano negò ciò. Israele espresse rammarico per i 5 morti e inviò una lettera di scuse all'Egitto.
Israele accettò anche un'indagine congiunta con l'Egitto sugli eventi. L'identità degli aggressori contro Israele, 3 dei quali sarebbero stati egiziani, non fu ampiamente condivisa e nessun gruppo si assunse la responsabilità degli attacchi. Israele rispose attaccando 7 obiettivi nella Striscia di Gaza subito dopo gli attacchi terroristici nel Negev, uccidendo 5 membri dei Comitati, tra cui il leader. Più di 100 razzi e colpi di mortaio furono lanciati da Gaza contro Israele, uccidendo un israeliano e ferendone oltre una dozzina.
Il cessate il fuoco fu rotto quasi immediatamente dal lancio di razzi da Gaza contro il sud di Israele, seguito da attacchi aerei di rappresaglia israeliani, che uccisero 7 palestinesi, tra cui 2 leader della Jihad islamica. L'attacco del Sinai del 2012 avvenne il 5 agosto 2012, quando uomini armati tesero un'imboscata a una base militare egiziana nella penisola del Sinai, uccidendo 16 soldati e rubando 2 autoblindo, che usarono per infiltrarsi in Israele. Gli aggressori sfondarono il valico di frontiera di Kerem Shalom verso Israele, dove uno dei veicoli esplose. L'attacco al confine meridionale di Israele del settembre 2012 avvenne il 21 settembre 2012, quando 3 militanti egiziani, in abiti civili e armati di cinture esplosive, AK-47 ed RPG, si avvicinarono al confine tra Egitto e Israele in un'area in cui la barriera Israele-Egitto era incompleta e aprirono il fuoco su un gruppo di soldati delle IDF che supervisionavano i lavoratori civili che stavano costruendo la recinzione di confine.
I militanti aprirono il fuoco su un piccolo gruppo di soldati delle IDF, sparando da una distanza di circa 100 metri, mentre questi davano acqua a un gruppo di 10 immigrati illegali dall'Africa che stavano attraversando il confine con Israele.